# Tak et le Pouvoir de Juju (série télévisée d'animation)
Pour jeu vidéo, voir Tak et le Pouvoir de Juju (jeu vidéo).
 (septembre 2024).
Tak et le Pouvoir de Juju (Tak and the Power of Juju) est une série télévisée d'animation américaine diffusée entre 31 août 2007 et 24 janvier 2009 sur Nickelodeon. Elle est adaptée du jeu vidéo du même nom.

## Synopsis
| Saison | Saison | Episodes | États-Unis      | États-Unis    | France          | France        |
| Saison | Saison | Episodes | Début de saison | Fin de saison | Début de saison | Fin de saison |
| ------ | ------ | -------- | --------------- | ------------- | --------------- | ------------- |
|        | 1      | 26       | 2007            | 2009          |                 |               |

## Distribution
- Hervé Grull : Tak
- Fily Keita : Jeera
- Olivier Destrez : Lok
- Laurent Mantel : Keeko, Psychic, Repulsive, Phoebia Jujus
- Bernard Tiphaine
- Jean-Claude Montalban
- Brigitte Virtudes